# Louis Fauquemberghe
Louis Arthur Fauquemberghe (* 20. Oktober 1910 in Dunkerque; † 6. Dezember 2002 in Villiers-sur-Marne) war ein französischer Fußballschiedsrichter.

## Sportlicher Werdegang
Fauquemberghe leitete nach Wiederaufnahme des Spielbetriebs in der Division 1 nach Ende des Zweiten Weltkriegs Spiele in der höchsten französischen Spielklasse. Zudem kam er bis zu seinem Karriereende 1961 in den nationalen Pokalwettbewerben Coupe de France und Coupe Charles Drago zum Einsatz.
Im Mai 1946 leitete Fauquemberghe erstmals ein Länderspiel, als Luxemburg Belgien empfing. Bis Dezember 1959 kam er zu insgesamt neun Länderspieleinsätzen.
Im Wettbewerb um die Coupe de France 1954/55 kam Fauquemberghe die Ehre zuteil, das Finalspiel zwischen Olympique Lille und Girondins Bordeaux im Stade Olympique Yves-du-Manoir in Colombes zu leiten. Mit dem Finalspiel um die Coupe Charles Drago 1959/60 leitete er auch im anderen Pokalwettbewerb ein Endspiel, dort trafen der RC Lens und der der Sporting Club de Toulon im Stade Robert Diochon von Le Petit-Quevilly aufeinander.